# Abdelaziz Ahanfouf
Abdelaziz Ahanfouf (ur. 14 stycznia 1978 we Flörsheim am Main) – marokański piłkarz występujący na pozycji napastnika. Zawodnik klubu SV Italclub Mainz.

## Kariera klubowa
Ahanfouf urodził się w RFN-ie w rodzinie pochodzenia marokańskiego. Jako junior grał w zespołach Eintracht Rüsselsheim, VfB Ginsheim oraz Kickers Offenbach. W 1995 roku trafił do rezerw drużyny VfB Stuttgart. Spędził w nich 2 lata, a w 1997 roku odszedł do drugoligowego SpVgg Unterhaching. Tam grał przez kolejne 2 lata.
W 1999 roku Ahanfouf przeszedł do pierwszoligowej Hansy Rostock. W Bundeslidze zadebiutował 22 sierpnia 1999 roku w wygranym 4:2 pojedynku z 1. FC Kaiserslautern. Przez 1,5 roku w barwach Hansy rozegrał 17 spotkań.
Na początku 2001 roku wrócił do Unterhaching, teraz występującego w Bundeslidze. 15 kwietnia 2001 roku w zremisowanym 1:1 spotkaniu z Hansą Rostock strzelił pierwszego gola w Bundeslidze. W tym samym roku spadł z zespołem do 2. Bundesligi. W Unterhaching grał do końca roku 2001.
W styczniu 2002 roku Ahanfouf przeniósł się do 1. FSV Mainz 05, także występującego w 2. Bundeslidze. Po pół roku odszedł jednak do trzecioligowego Dynama Drezno. Jego barwy reprezentował przez rok.
W 2003 roku podpisał kontrakt z drugoligowym MSV Duisburg. W 2004 roku z 14 bramkami na koncie zajął 4. miejsce w klasyfikacji strzelców 2. Bundesligi, a w 2005 z 17 uplasował się na 2. pozycji. W tym samym roku awansował z zespołem do Bundesligi. W Duisburgu spędził jeszcze rok.
W 2006 roku Ahanfouf został graczem innej pierwszoligowej drużyny, Arminii Bielefeld. Pierwszy ligowy mecz zaliczył tam 12 sierpnia 2006 roku przeciwko Hamburgerowi SV (1:1). Przez 1,5 roku dla Arminii zagrał 6 razy i zdobył 2 bramki. W styczniu 2008 roku odszedł do drugoligowego SV Wehen, gdzie również grał przez 1,5 roku.
W 2010 roku przeszedł do marokańskiego Chabab Rif Al Hoceima, ale po pół roku wrócił do Niemiec, zostając graczem czwartoligowego SV Darmstadt 98.

## Kariera reprezentacyjna
W latach 2004–2005 Ahanfouf rozegrał 6 spotkań w reprezentacji Maroka.